# Maison d'arrêt Charles-III
Ne doit pas être confondu avec Maison d'arrêt de Nancy-Maxéville.
La maison d'arrêt Charles-III, également appelée prison Charles-III, est une ancienne maison d'arrêt française située dans la ville de Nancy, dans le département de Meurthe-et-Moselle et en région Grand Est, plus spécifiquement dans la région historique et culturelle de Lorraine.
Durant la période d'activité précédent sa fermeture et sa démolition, l'établissement dépendait du ressort de la direction interrégionale des services pénitentiaires de Strasbourg et était rattaché au service pénitentiaire d'insertion et de probation de Meurthe-et-Moselle. Au niveau judiciaire, l'établissement relevait du Tribunal judiciaire de Nancy et de la Cour d'appel de Nancy.
Jusqu'à sa fermeture 2009 et sa démolition entre les années 2010 et 2011, la maison d'arrêt était considérée comme l'une des plus anciennes prisons de France.

## Historique
La maison d'arrêt a été construite sur le site d'une ancienne manufacture de tabacs datant de 1716. Elle doit son nom à un duc de Lorraine du XVIe siècle, Charles III de Lorraine. Le bâtiment avait été réaménagé en 1820 pour servir de maison de correction, puis transformée en maison d'arrêt en 1857.
Pendant la Seconde Guerre mondiale, la prison est divisée (théoriquement) en deux parties : le quartier français et le quartier allemand. Ce dernier a été le centre de premier tri local et régional (Meurthe-et-Moselle, Vosges et Meuse) avant le transfert vers le « centre de séjour surveillé » d'Écrouves (antichambre du camp de Drancy pour les prisonniers Juifs et du camp de Royallieu pour les autres prisonniers et, donc, des camps de concentration nazis). Toute l'intendance est assurée par l'administration française mais la Feldkommandantur de Nancy a la véritable mainmise sur la prison.
Une révolte des détenus éclate dans l'établissement en janvier 1972 afin de protester contre les conditions de détention. 300 détenus montent sur les toits de la prison et déploient une banderole de revendication. La mutinerie est réprimée par les gardes mobiles avec l'appui d'un hélicoptère.
En 1996, l'établissement comptait 320 détenus pour une capacité de 302 places. Cette année là, six détenus se sont évadés après avoir scié un barreau, et n'ont pas été retrouvés.
En 2004, un détenu a été battu à mort par son codétenu. Le directeur de l'époque a été poursuivi devant le tribunal de grande instance pour homicide involontaire.
Réputée vétuste, elle a été désaffectée en juin 2009, les 284 détenus (dont 21 femmes) ayant été transférés vers la nouvelle maison d'arrêt de Nancy-Maxéville.
Les bâtiments ont été détruits fin 2010 pour laisser la place à une réhabilitation du quartier, dans le cadre du projet « Nancy Grand Cœur ».

## Détenus notables

### Seconde Guerre mondiale
- Odile Arrighi (1923-2014), résistante française.
- Louis Hickel (1920-1977), résistant, médecin et homme politique français[9],[10].
- Michèle Kricq (née en 1929)[11], fille de Suzanne Kricq, résistante française; libérée par les américains le 15 septembre 1944[12]
- Léon Schwab (1862-1962), maire d'Épinal, en tant que Juif, sauvé par l'armée américaine avant sa déportation.
- Édouard Vigneron (1896-1972), Juste parmi les nations, y est détenu en 1942.

### Libération
- Victor Antoni (1882-1966), militant autonomiste lorrain de l'Entre-deux guerres, membre du Parti nazi en 1943, condamné pour Collaboration.
- Aristide Colotte (1885-1959), sculpteur sur verre (en 1941, il réalise une épée en cristal de deux mètres destinée à Pétain), condamné pour avoir soutenu le régime de Vichy.

### détenus de droit commun
- Jacques Gossot (1940-2016), maire de Toul[13]
- Bernard Laroche (1955-1985), protagoniste de l'Affaire Grégory.
- Simone Weber  (née en 1929) y a fait cinq années de prison préventive[14]

## Filmographie
Deux films ont été réalisés à propos de la révolte de janvier 1972 : 
- 2014 : Sur les toits, réalisé par Nicolas Drolc[15], qui a retrouvé certains des meneurs de l'époque[16]
- 2022 : Dans nos prisons, histoire d’une lutte, diffusé en janvier 2022 sur France 3[16].

## Galerie

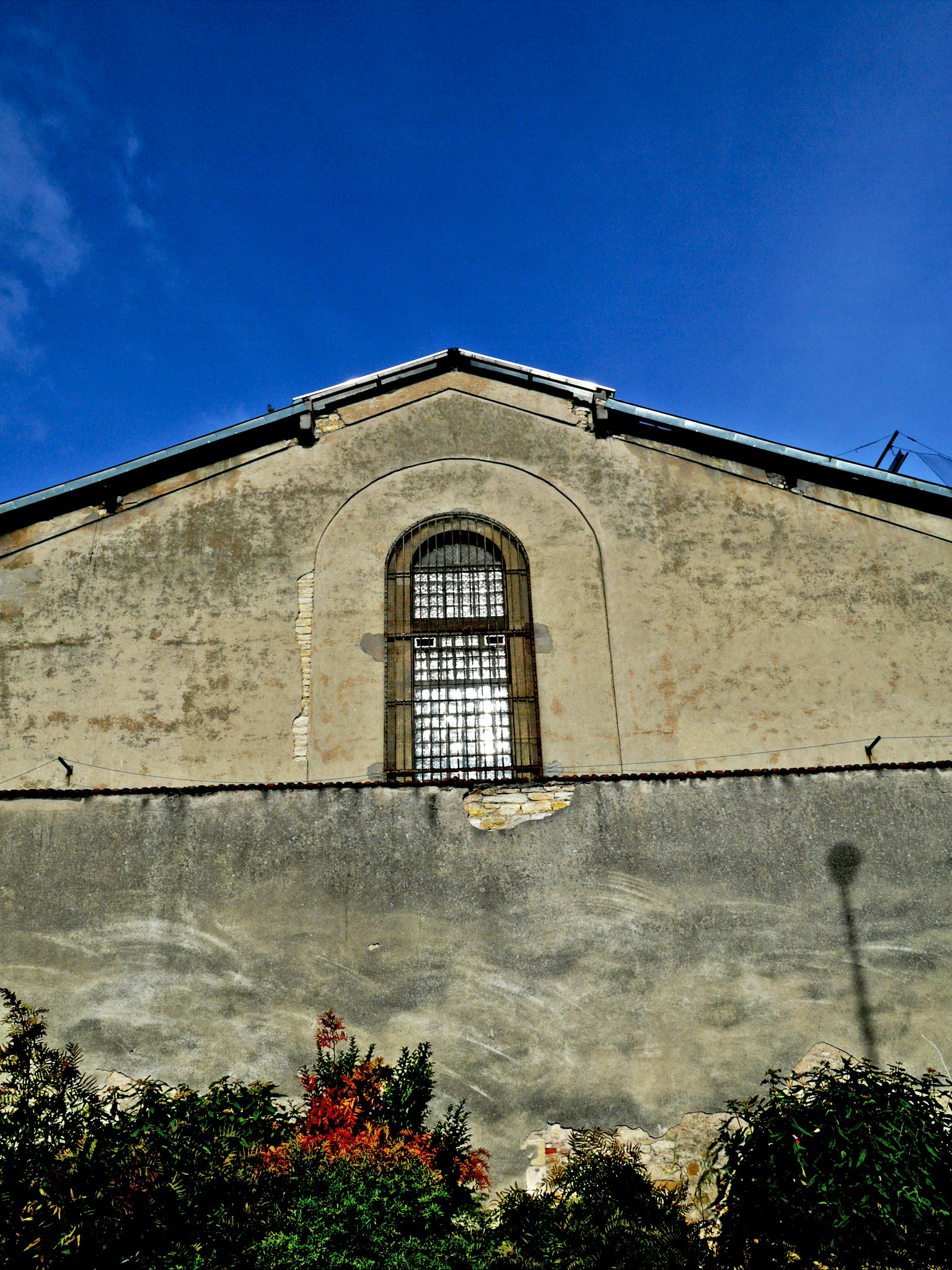
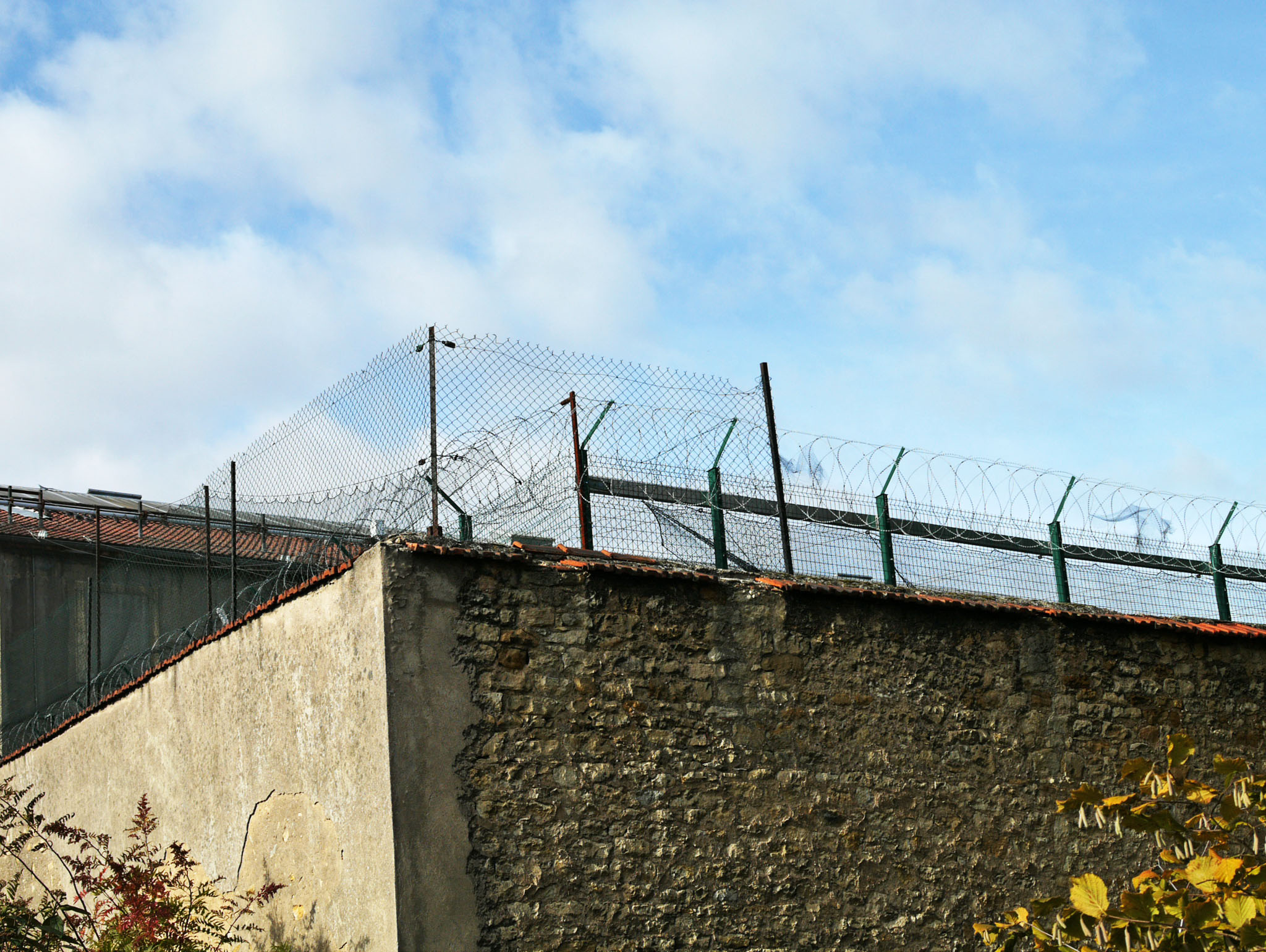
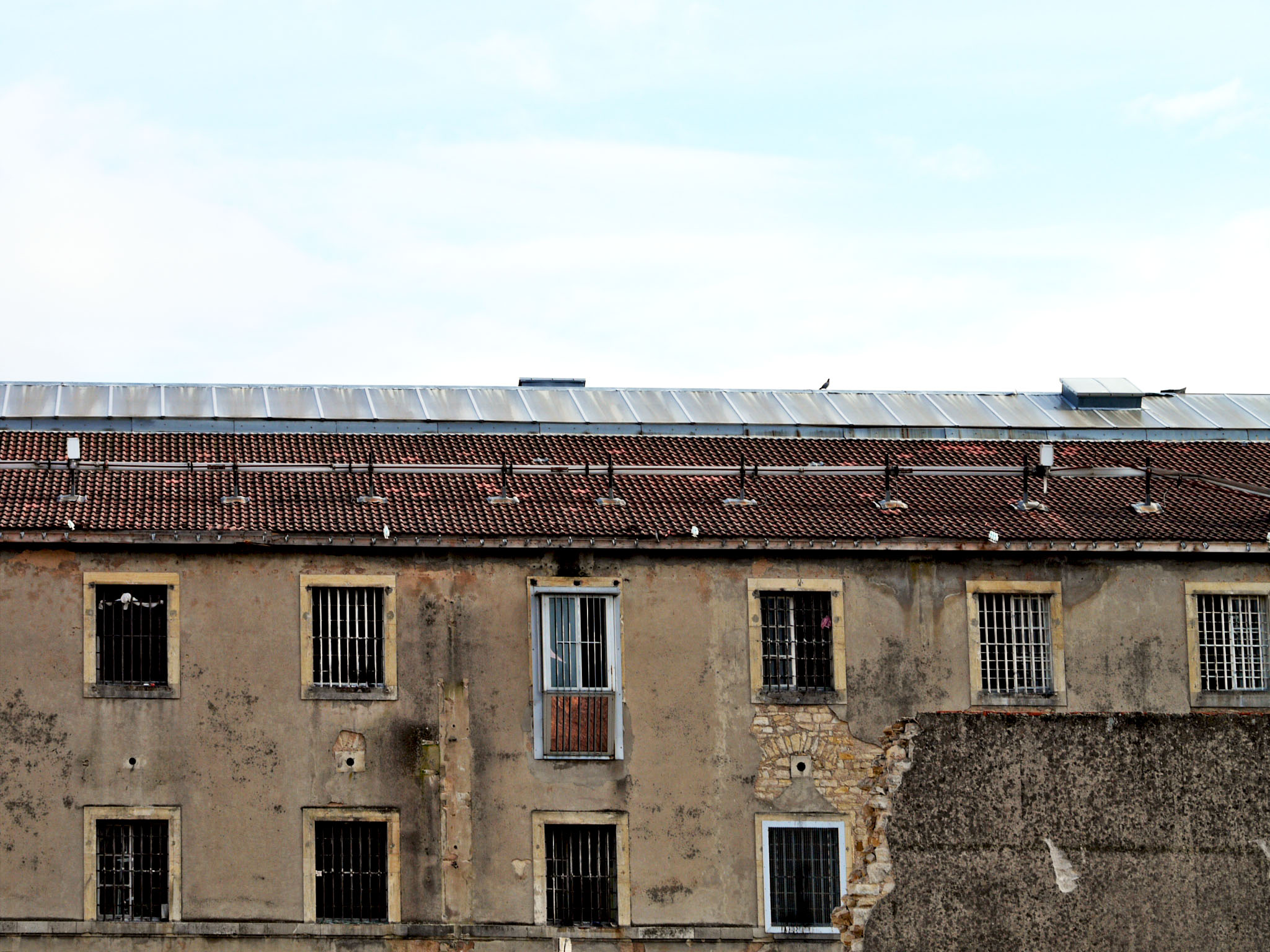
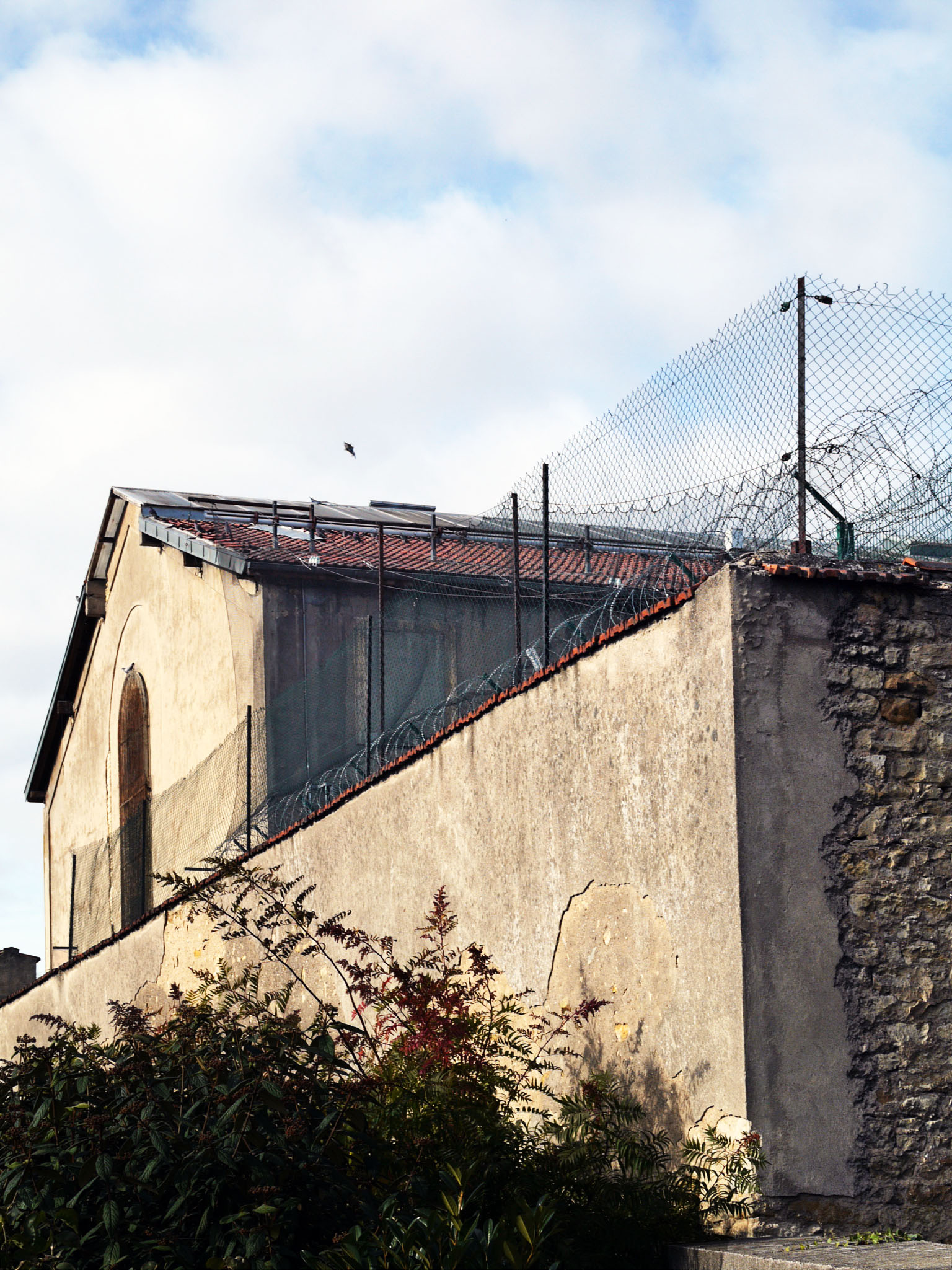